# جيري كرافت
جيري كرافت (بالإنجليزية: Jerry Craft)‏ هو رسام كارتون أمريكي، ولد في 22 يناير 1963 في نيويورك في الولايات المتحدة.

## وصلات خارجية
- الموقع الرسمي